# 2001: Космічна Одіссея
«2001: Космічна Одіссея» (англ. 2001: A Space Odyssey) — науково-фантастичний роман Артура Кларка, написаний в 1968 році. Сюжетно повторює події однойменного фільму та створювався паралельно з його сценарієм. Роман є першою частиною тетралогії «Космічна Одіссея».

## Сюжет
В пролозі описано, як 3 мільйони років тому в Африці австралопітеки борються за життя. З космосу прилітає пристрій у вигляді чорного монолітного паралелепіпеда. Один з австралопітеків наближається до нього і під впливом Моноліта здогадується як створювати знаряддя. Пристрій телепатично навчає предків людей володінню першими знаряддями праці, після чого відлітає так само несподівано, як і з'явився.
Дія переноситься в 1999 рік, коли людство опанувало космічні подорожі. Гейвуд Флойд вирушає на базу Клавій на Місяці. Науковці, досліджуючи магнітні поля, натрапили на загадковий моноліт в кратері Тихо, який назвали «Магнітна Аномалія Тихо 1» (ТМА-1, англ. Tycho Magnetic Anomaly, TMA-1). Утворення цікаве не лише магнітними полями, а й матеріалом з якого виготовлено об'єкт і пропорціями — розміри об'єкта точно відповідають один до одного як 1:4:9. Коли на розкопаний Моноліт падає сонячне проміння, він посилає радіосигнал в напрямку супутника Сатурна Япета.
У 2001 році, у напрямку Сатурна вирушає експедиція корабля «Діскавері 1». Справжня мета польоту тримається в таємниці, це дослідження аномалії ТМА-2, виявленої на Япеті. Оскільки це найдальший космічний політ, троє членів екіпажу перебувають в анабіозі. Девід Боумен і Френк Пул — єдині з екіпажу, які не сплять, щоб слідкувати за виконанням місії. «Діскавері 1» керує штучний інтелект комп'ютера Еал 9000 (англ. «HAL 9000»).
Під час польоту стається поломка системи зв'язку. Позаяк системи на кшталт цієї дублюються, Боумен і Пул підозрюють, що це була диверсія. В діяльності Еал 9000 виявляються помилки, проте вони не досить значні, щоб це поставило експедицію під загрозу. В спробі полагодити зв'язок Пул виходить у відкритий космос і гине через пошкодження скафандра. Боумен приймає рішення пробудити решту екіпажу. Еал 9000 відмовляється слухатися наказів астронавта, тому Боумен намагається вимкнути штучний інтелект. Той вважає, що люди — головна перепона у виконанні місії, тому прагне знищити їх та досягнути аномалії самотужки. Комп'ютер розгерметизовує корабель, тим самими вбиваючи всіх на борту, крім Боумена, котрий ховається в аварійному відсіку. Астронавт одягає скафандр і вручну вимикає Еал 9000, після чого поновлює контакт із Землею.
Боумен дізнається про завдання дослідити Моноліт на Япеті. Він продовжує експедицію, провівши наступні кілька місяців сам на борту «Діскавері 1». Досягнувши Япета, астронавт бачить на його поверхні ТМА-2, що є іще одним Монолітом, більшим за місячний. Девід підозрює, що невідомий розум зумисне приманив експедицію сюди і цьому мав сприяти не тільки сигнал з ТМА-1, а й незвичайний колір Япета: одна його половина чорна, інша біла. Боумен розуміє, що об'єкт є певного роду брамою. Влетівши всередину, він проноситься між зірками. Девід роздумує над розвитком розуму та приходить до висновку, що творці Моноліта давно перейшли на рівень існування, вищий за біологічний. Подібно як зараз протезами можливо виправити наслідки травм, ті істоти виправили недоліки еволюції, замінивши органічні тіла на синтетичні. Врешті навіть мозок було замінено машинами і така цивілізація змогла без перешкод подорожувати всесвітом, не обмежена терміном життя чи слабкістю розуму. Досліджуючи галактики, іншопланетяни сприяли розвитку розуму, в тому числі й на Землі. Наступним етапом стало звільнення від матерії — цивілізація перетворилася на енергію. Боумен припускає, що вона і є Богом. Її машини на кшталт Моноліта продовжують діяти, спрямовуючи молодші цивілізації. Астронавт опиняється на автоматичній станції, де крізь інші Моноліти курсують кораблі.
Зрештою він опиняється в приміщенні, яке відтворює інтер'єр американського готелю, проте все це є лише імітацією. Боумен усвідомлює, що Моноліт постійно слідкував за землянами. Пересвідчившись у добрих намірах чужого розуму, Боумен засинає. Він перетворюється на дитину, істоту наступного етапу еволюції, здатну подорожувати в космосі та часі. Дитина повертається до Землі, сповнена можливостей, як колись первісні люди.

## Українські переклади
- Кларк, Артур (2017). 2001: Космічна одіссея (роман). Космічна Одіссея. Пер. з англ. В. Зенгви. Харків: Книжковий Клуб «Клуб Сімейного Дозвілля». 224. ISBN 978-617-12-1658-7.